# その永遠の一秒に
『その永遠の一秒に 〜The Moment Of The Moment〜』（そのえいえんのいちびょうに ザ・モーメント・オブ・ザ・モーメント）は、1993年9月6日に発売された浜田省吾の13枚目のアルバム。

## 概要
前作『誰がために鐘は鳴る』から3年ぶりとなるオリジナル・アルバム。全体的に重苦しい雰囲気の世界観が描かれ、前作の延長線上にある作品といえる。サウンド・プロデュースは星勝と梁邦彦の二人が手掛け、全編に渡りシンセサイザーを導入している。また、多数のスタジオ・ミュージシャンが招かれており、重厚なアレンジが施されていて、これまでは自身のバンド・メンバーと共に制作してきたが、本作では一流のスタジオ・ミュージシャンを集めレコーディングするスタイルに変わっている。
本作発売前年の1992年は、テレビドラマ『愛という名のもとに』の主題歌として「悲しみは雪のように」が170万枚を超える大ヒットを記録していたが、浜田自身は活動停止状態だった。
アルバムの先行シングルは前作に続き発売されなかったが、発売後の翌1994年4月25日に「星の指輪」がシングルカットされた。

## アートワーク
ジャケットはアメリカで撮影された。海辺の崖の上で、サングラスを外した浜田が空を仰いでいる構図のもので、撮影を手掛けた田島照久は、特に気に入っている作品だという。

## 記録
オリコンチャートでは初登場1位を記録、70万枚以上を売上げた。
1996年時点での累計売上は895,860枚。

## 収録曲
| 全作詞・作曲: 浜田省吾、全編曲: 星勝 & 梁邦彦。 |                                                     |          |            |      |
| #                                               | タイトル                                            | 作詞     | 作曲・編曲 | 時間 |
| 1.                                              | 「境界線上のアリア」(AIR ON THE BORDER LINE)        | 浜田省吾 | 浜田省吾   | 6:14 |
| 2.                                              | 「傷だらけの欲望」(ACHE OF DESIRE)                  | 浜田省吾 | 浜田省吾   | 6:23 |
| 3.                                              | 「最後のキス」(EVERLASTING KISS)                    | 浜田省吾 | 浜田省吾   | 6:23 |
| 4.                                              | 「悲しみ深すぎて」(LOST IN DANCE)                   | 浜田省吾 | 浜田省吾   | 4:42 |
| 5.                                              | 「ベイ・ブリッジ・セレナーデ」(BAY BRIDGE SERENADE) | 浜田省吾 | 浜田省吾   | 3:01 |
| 6.                                              | 「こんな気持のまま」(I WANNA BE WITH YOU TONIGHT)   | 浜田省吾 | 浜田省吾   | 5:29 |
| 7.                                              | 「星の指輪」(STAR RING)                             | 浜田省吾 | 浜田省吾   | 6:31 |
| 8.                                              | 「裸の王達」(NAKED KINGS)                           | 浜田省吾 | 浜田省吾   | 7:46 |
| 9.                                              | 「初秋」(EARLY AUTUMN)                              | 浜田省吾 | 浜田省吾   | 8:55 |
| 合計時間:                                       | 合計時間:                                           | 55:24    |            |      |

## 楽曲解説
1. 境界線上のアリア
大々的にシンセサイザーとホーン・セクションを導入したダンスナンバー。今日一日を生き抜くことで、その苦悩を乗り越えるというメッセージ・ソング。曲名は「G線上のアリア」（AIR ON THE G STRING）から来ている。
2. 傷だらけの欲望
曲頭部分に於いて前曲の終わりの部分が聞こえるが、非売品サンプル8cmCD収録の同曲では当曲がトラック１に該当し（前曲である『境界上のアリア』がトラック２に位置する）、前述の部分は聞こえない。
3. 最後のキス
4. 悲しみ深すぎて
1977年の2ndアルバム『LOVE TRAIN』収録曲のセルフカバー。
5. ベイ・ブリッジ・セレナーデ
横浜を舞台にしたアカペラ・ソング。
6. こんな気持のまま
オールディーズ風のポップ・ナンバー。1970年代の時点でライブでは披露されていた楽曲で、当時は「帰れない帰さない」というタイトルで歌われていた。
「星の指輪」がシングルカットされた際、カップリング曲として収録された。
7. 星の指輪
ファンからの人気も高いバラード。アルバム発売後にシングルカットされた。
8. 裸の王達
環境破壊や人間のエゴをテーマにした楽曲。2010年のベストアルバム『The Best of Shogo Hamada vol.3 The Last Weekend』にも収録されている。
9. 初秋

## 参加ミュージシャン
- All Tracks Keyboards：梁邦彦
- All Tracks Basic Built by 梁邦彦 with 桑島幻矢
- All Tracks Sound Color Co-ordinated by 浦田恵司
- All Tracks Chorus Arrangement & Chorus：町支寛二, 浜田省吾

| 境界線上のアリア - Bass：関雅夫 - Solo Guitars：古川望 - Guitars：武沢豊, 古川望 - Synthesizer：BANANA-UG - Talking Modulation：松浦晃久 - Percussion：マック清水, Whacho - Horns：小林正弘 (Trumpet), 小池修 (Alto Saxophone), 清岡太郎 (Trombone, Bass Trombone), 古村敏比古 (Tenor & Baritone Saxophone) - Horns Arrangement：小林正弘 傷だらけの欲望 - Bass：バカボン鈴木 - Solo Guitars：青山徹 - Slide Guitars：町支寛二 - Guitars：長田進, 青山徹 - Percussion：マック清水, Whacho, Pecker, KIMCHI - Horns：小林正弘 (Trumpet), 小池修 (Alto Saxophone), 古村敏比古 (Tenor & Baritone Saxophone) - Horns Arrangement：古村敏比古 最後のキス - Guitars：古川望 - Percussion： KIMCHI - Saxophone：古村敏比古 - Strings：金子飛鳥 Strings - Strings Arrangement：星勝 悲しみ深すぎて - Drums：小田原豊 - Bass：バカボン鈴木 - Guitars：長田進 - Percussion：マック清水 - Saxophone：古村敏比古 - Blues Harp：八木のぶお ベイ・ブリッジ・セレナーデ - Chorus Arrangement & Chorus：町支寛二 & 浜田省吾 | こんな気持ちのまま - Drums：高橋伸之 - Bass：高橋信彦 - Solo Guitars：梶原順, 長田進 - Guitar：武沢豊 - Strings：金子飛鳥 Strings - Strings Arrangement：梁邦彦 星の指輪 - Malleate Cymbals：高橋伸之 - Stick Bass：バカボン鈴木 - Mandolin, Acoustic Guitars：古川望 - Harp：朝川朋之 裸の王達 - Solo Guitars：法田勇虫 - Guitars：長田進 初秋 - Drums：小田原豊 - Bass：バカボン鈴木, 関雅夫 - Solo Guitars：法田勇虫 - Guitars：武沢豊, 青山徹, 長田進 - Strings：金子飛鳥Strings - Strings Arrangement：梁邦彦 - Harp：朝川朋之 - Timpani：藤井珠緒 |